# Gonioscelis kedros
Gonioscelis kedros là một loài ruồi trong họ Asilidae. Gonioscelis kedros được Londt miêu tả năm 2004. Loài này phân bố ở vùng nhiệt đới châu Phi.